# Лонгфорд (місто)
Лонгфорд (англ. Longford; ірл. An Longfort) — місто в Ірландії та адміністративний центр графства Лонгфорд. Найбільше місто графства за населенням, у ньому проживає третина мешканців усього графства.

## Клімат
Місто знаходиться у зоні, котра характеризується морським кліматом. Найтепліший місяць — липень із середньою температурою 15.6 °C (60.1 °F). Найхолодніший місяць — січень, із середньою температурою 5.1 °С (41.2 °F).
| Клімат Лонгфорда        | Клімат Лонгфорда | Клімат Лонгфорда | Клімат Лонгфорда | Клімат Лонгфорда | Клімат Лонгфорда | Клімат Лонгфорда | Клімат Лонгфорда | Клімат Лонгфорда | Клімат Лонгфорда | Клімат Лонгфорда | Клімат Лонгфорда | Клімат Лонгфорда | Клімат Лонгфорда |
| Показник                | Січ.             | Лют.             | Бер.             | Квіт.            | Трав.            | Черв.            | Лип.             | Серп.            | Вер.             | Жовт.            | Лист.            | Груд.            | Рік              |
| Абсолютний максимум, °C | 14,3             | 15,5             | 18,6             | 23,2             | 25,7             | 29,7             | 30,8             | 29,4             | 25,6             | 20,4             | 17,5             | 15,3             | 30,8             |
| Середній максимум, °C   | 8,1              | 8,6              | 10,3             | 12,6             | 15,5             | 17,8             | 19,6             | 19,3             | 17,1             | 13,6             | 10,4             | 8,6              | 13,5             |
| Середня температура, °C | 5,1              | 5,3              | 6,8              | 8,4              | 11               | 13,6             | 15,6             | 15,3             | 13,2             | 10,1             | 7,2              | 5,6              | 9,8              |
| Середній мінімум, °C    | 2                | 2                | 3,3              | 4,3              | 6,6              | 9,5              | 11,6             | 11,3             | 9,3              | 6,6              | 4                | 2,7              | 6,1              |
| Абсолютний мінімум, °C  | −14,6            | −7,1             | −7,8             | −4,7             | −2,3             | 0,2              | 3,7              | 2                | −1,1             | −5,2             | −6,9             | −8,6             | −14,6            |
| Норма опадів, мм        | 78.8             | 58.6             | 67.4             | 55               | 59.5             | 66.5             | 59.4             | 81.6             | 66.4             | 94.2             | 74.7             | 83.8             | 845.7            |
| Днів з опадами          | 19               | 15               | 19               | 15               | 16               | 16               | 16               | 18               | 17               | 19               | 18               | 18               | 206              |
| ----------------------- | ---------------- | ---------------- | ---------------- | ---------------- | ---------------- | ---------------- | ---------------- | ---------------- | ---------------- | ---------------- | ---------------- | ---------------- | ---------------- |
| Джерело: Weatherbase    |                  |                  |                  |                  |                  |                  |                  |                  |                  |                  |                  |                  |                  |

## Назва
Назва є англізованою версією ірландського варіанту назви «Longphort». Перша частина означає «корабель», інша «порт».

## Історія
Одне із небагатьох ірландських торгових міст, що не були засновані вікінгами або норманами.
1400 року у місті було засновано домініканський монастир.
З 1855 року у місті діє залізнична станція.

## Визначні місця
- Собор Св.Мелса (1840-93)

## Освіта, культура
Театр на 200 місць, 4-зальний кінотеатр. Початкова, 3 середніх школи, 